# Sing-Out 66
Sing-Out 66 hieß die patriotische Schau einer amerikanischen Organisation, deren Vortragsgruppe 1966 mit ihrer Revue Sing-Out Deutschland auf Einladung der damaligen Bundesregierung unter Bundeskanzler Ludwig Erhard und mitfinanziert durch deutsche Steuergelder durch die Bundesrepublik tourte. Ziel der Aktion war die Moralische Aufrüstung, ein „Beitrag zur Erhaltung der freiheitlichen Ordnung in der Welt“, als deren Gegner nicht nur der Kommunismus, sondern pazifistische wie jegliche politische Koexistenzbestrebungen angesehen wurden. Die Bundesregierung wollte die Gruppe auch „im Hinblick auf die auch in Deutschland zunehmenden Protestaktionen gegen den Krieg in Südvietnam“ eingesetzt wissen. In den USA hatten patriotische, anti-kommunistische Kreise Sing-out 66 (auch: Up With People) als eine Neuauflage der Moral Re-Armament-Bewegungen (MRA) gegründet und finanziell unterstützt.
Um die Transportkosten für die 30-köpfige Gruppe zu verringern, wurde in der Sitzung des Bundeskabinetts erwogen, dass die US-Luftwaffe in Europa und die Luftwaffe Transportmittel zur Verfügung stellen sollten. Die Minister Paul Lücke (CDU), Werner Dollinger (CSU), Rolf Dahlgrün (FDP) und der seinerzeitige Staatssekretär Karl Carstens, sowie die Bundestagsfraktionen von CDU und CSU traten für die Subventionierung ein.
Die Veranstaltungen in Deutschland wurden von Spiegel und Zeit beschrieben als eine „Mischung aus Erweckungs-Gottesdienst und Polit-Propaganda“, bei der die überwiegend jugendlichen Sängerinnen und Sänger „adrett gekleidet, sauber gewaschen und gut gekämmt“ immer strahlend lächelten, sangen und „Ja“ sagten. Es galt, den „moralischen Pazifismus“ zu besiegen und einen kämpferischen Geist zu schaffen. Propagiert wurden „Glauben, Mut und Gottvertrauen“, man predigte Keuschheit, war Nichtraucher und Antialkoholiker. Die nach Ende der Gastspielreise aufgelegten Aktionsprogramme der Bonner Gemeinschaft der Freunde der Moralischen Aufrüstung fanden nur noch geringe Beachtung.

## Veröffentlichungen
- Sing-out '66: die neue Stimme der amerikanischen Jugend; Deutschlandtournee auf Einladung des Bundeskanzlers. 48 S., Hrsg. Gemeinschaft der Freunde der Moralischen Aufrüstung. Bonn 1966 [Songtexte, Noten, Berichte und Bilder].
- Sing-out '66: eine musikalische Explosion; die neue Stimme der amerikanischen Jugend; Deutschlandtournee auf Einladung des Bundeskanzlers. 8 S., Hrsg. Gemeinschaft der Freunde der Moralischen Aufrüstung. Bonn 1966.